# أيدع غولدي
أيدع غولدي أو أيدع الملكة (الاسم العلمي: Dracaena goldieana)، هي شجيرة استوائية من جنس الأيدع، موطنها الأصلي إفريقيا الوسطى ونيجيريا. يُزرع على نطاق واسع للزينة، ويُثمن بسبب أوراقه المرقشة بأناقة. سُمي هذه النوع على هيو غولدي (Hugh Goldie)، هو مبشر من القرن التاسع عشر.

## الوصف
الأيدع الغولدي عبارة عن شجيرة صغيرة جذرية من أشجار الطبقة السفلى أو شجيرة فرعية تنمو حتى ارتفاع 30-60 سم مع ساق رفيعة يصل قطرها إلى 1 سم. أوراقها بيضاوية، يبلغ طولها 18-30 سم وعرضها يصل إلى 6.5 سم، تنتهي بأَسَلَة خَيطانيّة (ليفية) الشكل. الأوراق خضراء داكنة، ومثبته على طول الساق بالكامل، وملونة بشرائط عرضية ذات لون رمادي فاتح.

## التوزيع
الأيدع الغولدي موطنه الأصلي نيجيريا وغرب أفريقيا الوسطى، بما في ذلك الكاميرون وغينيا الاستوائية والغابون وزائير. أُدخل أيضًا إلى ترينيداد وتوباغو